# Pentastiridius laevifrons
Pentastiridius laevifrons är en insektsart som beskrevs av Mitjaev 1977. Pentastiridius laevifrons ingår i släktet Pentastiridius och familjen kilstritar. Inga underarter finns listade i Catalogue of Life.